# Adam Sedgwick
Adam Sedgwick (Yorkshire, 22 de março de 1785 — 27 de janeiro de 1873) foi um geólogo britânico.

## Carreira
Foi um dos fundadores da geologia moderna. Baseado em estudos de fósseis propôs a existencia do período geológico devonianoe mais tarde o cambriano.
Adam Sedgwick passava seu tempo através do país colecionando rochas e fósseis. Estudou no Trinity College na Universidade de Cambridge. Em 1818 tornou-se professor de geologia em Cambridge. Sedwick explorou a geologia da Escócia em 1827, e em 1839 apresentou sua pesquisa sobre certas rochas em Devonshire, Inglaterra, as quais continham um distinto grupo de fósseis os quais levaram a se propor uma nova divisão na escala de tempo geológico – o Devoniano.
Foi laureado com a medalha Wollaston de 1851, concedida pela Sociedade Geológica de Londres.